# 中国人民解放军空军特色医学中心
中国人民解放军空军特色医学中心，原称中国人民解放军空军总医院，位于北京市海淀区阜成路30号（西钓鱼台），隶属中国人民解放军空军后勤部，正师级军事单位，是中国人民解放军空军最高医疗机构，三级甲等医院。

## 简介

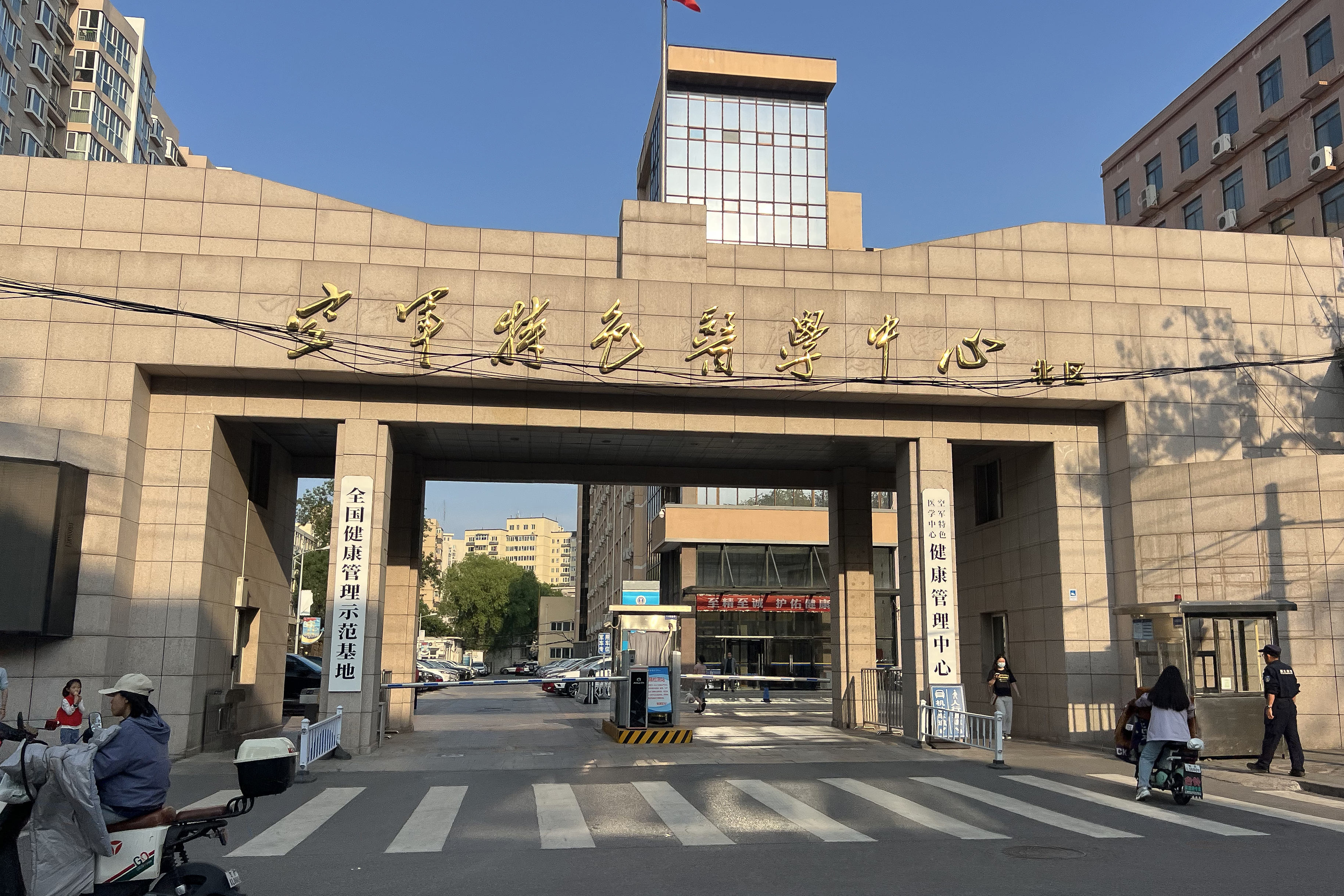
原466医院现为空军特色医学中心北区

1950年5月，中国人民解放军空军决定在北京建设空军医院。1954年7月，番号定为“中国人民解放军空军总医院”。1956年10月25日，以陆军第十一军医院为基础，正式成立空军总医院。空军总医院是中华人民共和国军事航空医学的发源地，自建院起主要承担空军飞行人员航空病、常见病诊疗防治研究，医学鉴定任务，负责空军部队和联勤部队官兵的健康保障及疾病救治，并对地方医疗卫生机构开展卫生帮扶工作。
1978年改革开放后，空军总医院迎来新发展。到20世纪末，空军总医院已发展出一批国家和军队重点学科。作为中华人民共和国首批对外开放的部队医院，空军总医院面向地方患者提供医疗服务。1994年，成为国家和军队首批三级甲等医院和国际爱婴医院。2012年，以高分通过三级甲等医院复评。
1996年11月，空军总医院接受“921工程”的任务。随后为神舟五号、神舟六号载人飞船升空提供了卫勤保障。2009年8月，空军总医院完成了中国第二批预备航天员和第一批女预备航天员的初选任务。2010年1月，空军总医院党委作出《关于大力加强临床航空医学建设的决定》，成立临床航空医学研究所。
1960年4月，空军总医院成功抢救162名苯中毒中学生。1976年唐山大地震，空军总医院派出医疗队。空军总医院还参加过“九八抗洪”、抗击非典、2008年北京奥运会安保。2008年，四川汶川大地震，空军总医院派出100多人的医疗队参加抗震救灾，获授“全国抗震救灾英雄集体”称号。2009年医院启动“心蕾工程”后，累计救治贫困地区及少数民族地区先天性心脏病患儿1042名。医院获中华人民共和国民政部、中国人民解放军总政治部评为全国拥政爱民模范单位。2013年后，医院完成了野战医疗所和空运医疗队各项演习演练卫勤保障任务。
2018年9月，根据军队改革进程安排，原解放军空军总医院、空军航空医学研究所、载人离心机医学训练基地和空军疾病预防控制中心4个单位调整组建为空军特色医学中心，位于北洼路的原466医院随即成为空军特色医学中心北院区。

## 历任领导
| 院长 - 牛步云（1956年—1958年7月） …… - 姚泽如（？—？） …… - 刘福祥 空军少将（2000年1月—2007年） - 马中立 空军大校（2007年—2011年7月） - 王建昌 空军大校（2011年7月4日—2015年9月） - 吉保民 空军大校（2015年9月—） | 政治委员 …… - 翟寿亭（1964年—？） …… - 李恩 空军大校（？—1993年1月） …… - 邹志美 空军大校（？—？） - 黄苏华 空军大校（？—？） - 张亚军 空军大校（？—？） - 居传震 空军大校（？—2015年9月） - 刘绍东 空军大校（2015年9月—） |

## 外部連結
- 官方网站